# 지시완
지시완(池是抏, 1994년 4월 10일 ~ )은 전 KBO 리그 롯데 자이언츠의 포수이다. 개명 전 이름은 '지성준(池晟準)'이다.

## 한화 이글스시절
청주고등학교를 졸업하고 2014년에 육성선수로 입단하였다. 2015년 4월 1일 두산전에 출전하며 데뷔 첫 경기를 치렀다.
2018년 4월 12일 KIA전에서 3타수 3안타, 2타점, 4득점으로 활약하며 팀의 승리에 기여했고, 데뷔 첫 홈런을 기록했다.
2018년 4월 26일 KIA전에서 양현종을 상대로 2타점 2루타를 쳐 내며 팀의 역전 승을 이끌었다.
2018년 5월 3일 LG전에서 정찬헌을 상대로 끝내기 안타를 쳐 냈다. 높은 득점권 타율을 기록해 주목받았다.
2018년 6월 29일 롯데전에서 진명호를 상대로 홈런을 쳐 냈고, 팀이 승리하며 이 홈런이 경기의 결승타가 됐다. 6월 30일 롯데전에서 손승락을 상대로 끝내기 홈런을 쳐 냈다.

## 롯데 자이언츠시절
2019년 11월 21일 당시 롯데 자이언츠 투수 장시환을 상대로 한 2:2 트레이드로 이적했다.
그러나 입단 이후 개인사 문제, 현장과 프런트 간 문제로 롯데에서는 좋은 모습을 보여주지 못했고, 결국 2024년 6월 20일에 웨이버 공시됐다.

## 출신 학교
- 충북 우암초등학교
- 청주중학교
- 청주고등학교

## 통산 기록
| 연도 | 팀명  | 타율  | 경기 | 타수 | 득점 | 안타 | 2루타 | 3루타 | 홈런 | 루타 | 타점 | 도루 | 도실 | 볼넷 | 사구 | 삼진 | 병살 | 실책 |
| ---- | ----- | ----- | ---- | ---- | ---- | ---- | ----- | ----- | ---- | ---- | ---- | ---- | ---- | ---- | ---- | ---- | ---- | ---- |
| 2015 | 한화  | 0.250 | 9    | 12   | 1    | 3    | 1     | 0     | 0    | 4    | 0    | 0    | 0    | 0    | 0    | 5    | 0    | 0    |
| 2016 | 한화  | -     | 1    | 0    | 0    | 0    | 0     | 0     | 0    | 0    | 0    | 0    | 0    | 0    | 0    | 0    | 0    | 0    |
| 2018 | 한화  | 0.275 | 99   | 207  | 22   | 57   | 7     | 0     | 7    | 85   | 29   | 1    | 0    | 12   | 2    | 55   | 6    | 3    |
| 2019 | 한화  | 0.250 | 58   | 104  | 7    | 26   | 6     | 0     | 2    | 38   | 11   | 0    | 0    | 5    | 0    | 21   | 3    | 0    |
| 2020 | 롯데  | 0.250 | 3    | 8    | 0    | 2    | 0     | 0     | 0    | 2    | 2    | 0    | 0    | 3    | 0    | 4    | 0    | 0    |
| 2021 | 롯데  | 0.241 | 73   | 166  | 23   | 40   | 9     | 0     | 7    | 70   | 26   | 0    | 0    | 14   | 5    | 54   | 6    | 1    |
| 2022 | 롯데  | 0.213 | 75   | 174  | 16   | 37   | 7     | 0     | 3    | 53   | 17   | 0    | 0    | 20   | 2    | 55   | 7    | 2    |
| 2023 | 롯데  | 0.215 | 6    | 8    | 0    | 1    | 0     | 0     | 0    | 1    | 0    | 0    | 0    | 0    | 0    | 5    | 0    | 0    |
| 통산 | 8시즌 | 0.244 | 324  | 679  | 69   | 166  | 30    | 0     | 19   | 253  | 85   | 1    | 0    | 54   | 9    | 199  | 22   | 6    |